# Dragnet (franchise)
 (mars 2024).
La mise en forme du texte ne suit pas les recommandations de Wikipédia : il faut le « wikifier ».
Les points d'amélioration suivants sont les cas les plus fréquents :
- Les titres sont pré-formatés par le logiciel. Ils ne sont ni en capitales, ni en gras.
- Le texte ne doit pas être écrit en capitales (les noms de famille non plus), ni en gras, ni en italique, ni en « petit »…
- Le gras n'est utilisé que pour surligner le titre de l'article dans l'introduction, une seule fois.
- L'italique est rarement utilisé : mots en langue étrangère, titres d'œuvres, noms de bateaux, etc.
- Les citations ne sont pas en italique mais en corps de texte normal. Elles sont entourées par des guillemets français : « et ».
- Les listes à puces sont à éviter, des paragraphes rédigés étant largement préférés. Les tableaux sont à réserver à la présentation de données structurées (résultats, etc.).
- Les appels de note de bas de page (petits chiffres en exposant, introduits par l'outil «  Source ») sont à placer entre la fin de phrase et le point final[comme ça].
- Les liens internes (vers d'autres articles de Wikipédia) sont à choisir avec parcimonie. Créez des liens vers des articles approfondissant le sujet. Les termes génériques sans rapport avec le sujet sont à éviter, ainsi que les répétitions de liens vers un même terme.
- Les liens externes sont à placer uniquement dans une section « Liens externes », à la fin de l'article. Ces liens sont à choisir avec parcimonie suivant les règles définies. Si un lien sert de source à l'article, son insertion dans le texte est à faire par les notes de bas de page.
- La présentation des références doit suivre les conventions bibliographiques. Il est recommandé d'utiliser les modèles {{Ouvrage}}, {{Chapitre}}, {{Article}}, {{Lien web}} et/ou {{Bibliographie}}. Le mode d'édition visuel peut mettre en forme automatiquement les références.
- Insérer une infobox (cadre d'informations à droite) n'est pas obligatoire pour parachever la mise en page.

Pour une aide détaillée, merci de consulter Aide:Wikification.
Si vous pensez que ces points ont été résolus, vous pouvez retirer ce bandeau et améliorer la mise en forme d'un autre article.
Pour les articles homonymes, voir Dragnet.

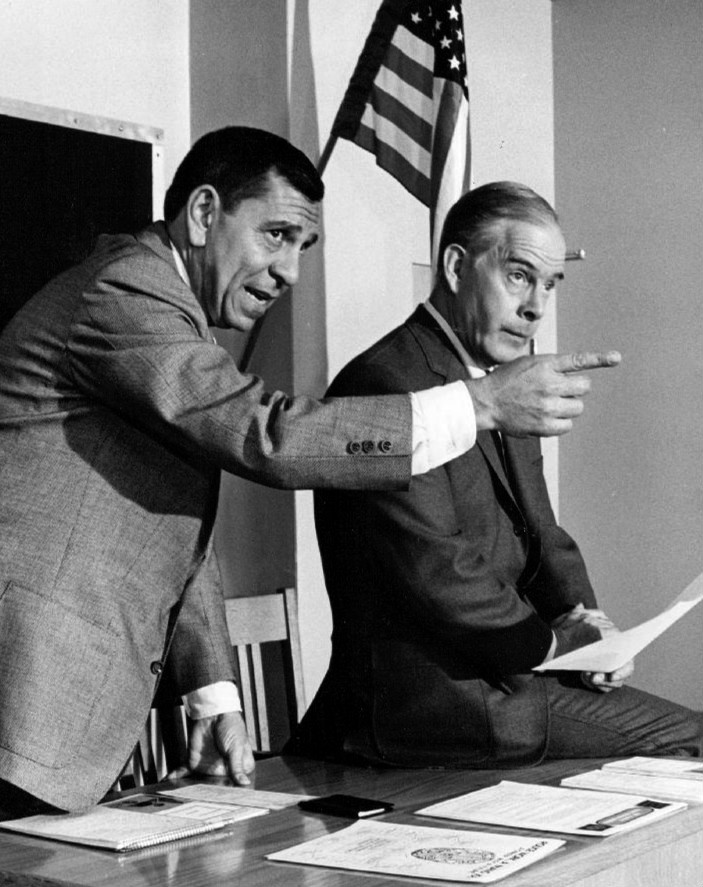
Jack Webb et Harry Morgan dans l'émission Dragnet, 1968.

Dragnet était une série radiophonique américaine mettant en scène les enquêtes d'un détective de la police de Los Angeles, le sergent Joe Friday, et de ses partenaires. L'émission tire son nom du terme policier « dragnet », désignant un système de mesures coordonnées pour appréhender des criminels ou des suspects. Dragnet est peut-être le drame procédural policier le plus célèbre et le plus influent de l’histoire des médias. La série a donné au public une idée de l'ennui et de la corvée, ainsi que du danger et de l'héroïsme, du travail policier. Dragnet a été félicité pour avoir amélioré l'opinion publique vis à vis des policiers.
Les objectifs de l'acteur et producteur Jack Webb étaient le réalisme et un jeu d'acteur sans prétention. Il a atteint ces deux objectifs et Dragnet a influencé bien des séries policières, dans de nombreux médias.
Une autre marque distinctive de Dragnet est la narration d'ouverture de la série : "Mesdames et messieurs : l'histoire que vous êtes sur le point d'entendre est vraie. Seuls les noms ont été modifiés pour protéger les innocents." Celui-ci a subi des révisions mineures au fil du temps. Les mots « seulement » et « dames et messieurs » ont été abandonnés à un moment donné. Des variations sur cette narration ont été présentées dans des drames policiers ultérieurs et dans des parodies de drames (par exemple « Seuls les faits ont été modifiés pour protéger les coupables »).
La série radiophonique était la première entrée d'une franchise médiatique englobant le cinéma, la télévision, les livres et les bandes dessinées.

## Origines et création
Dragnet a été créé et produit par Jack Webb, qui incarne le sergent Joe Friday. Webb avait joué dans quelques programmes de radio pour la plupart de courte durée, et il avait l'intention de devenir une personnalité médiatique majeure de son époque.
Les origines de Dragnet résident dans le petit rôle joué par Webb en tant que médecin légiste de la police, dans un film de 1948, lui-même inspiré de la violente vague de crimes perpétrée par Edwin Walker, un vétéran perturbé de la Seconde Guerre mondiale et ancien employé du service de police de Glendale, en Californie, en 1946. Le film a été représenté dans un style semi-documentaire et Marty Wynn, un sergent du LAPD de la Division des Vols et Homicides était un conseiller technique sur le film. Inspiré par les récits de Wynn sur des cas réels et des procédures d'enquête criminelle, Webb a convaincu Wynn que les activités quotidiennes des policiers pouvaient être décrites de manière réaliste dans une série télévisée, sans le mélodrame forcé entendu dans les nombreuses séries mettant en scène des détectives privés alors courantes à la radio.
Le film contenait deux éléments qui seraient transférés à la série télévisée Dragnet : le texte d'ouverture contenant la phrase mentionnant que l'histoire est vraie et "seuls les noms sont modifiés - pour protéger les innocents", qui a ensuite été immédiatement suivi de divers éléments. plans de Los Angeles avec un narrateur commençant par la phrase "C'est la ville. Los Angeles, Californie."
Webb visitait fréquemment le quartier général de la police et effectuait des patrouilles de nuit avec le Sergent Wynn et son partenaire, l'officier Vance Brasher. De plus, il a suivi les cours de l'Académie de police pour apprendre le jargon authentique et les détails qui pourraient être présentés dans une émission de radio. Lorsqu'il a proposé Dragnet aux responsables de NBC, ils n'ont pas été particulièrement impressionnés ; la radio regorgeait d'enquêteurs privés et de drames policiers, comme celui de Pat Novak, auquel Webb participait comme acteur. Ce programme n'a pas duré longtemps, mais Webb a reçu des éloges pour son rôle de détective privé titulaire. NBC accepta une diffusion limitée pour Dragnet.
Avec l'écrivain James E. Moser, Webb a préparé un enregistrement d'audition, puis a demandé l'approbation du LAPD ; il souhaitait présenter des cas issus de dossiers officiels pour démontrer les mesures prises par les policiers au cours des enquêtes. La réponse officielle fut initialement tiède, mais en 1949, le chef du LAPD, Clemence B. Horrall, donna à Webb l'approbation qu'il recherchait. La police voulait être le sponsor du programme et insista pour qu'elle ne soit pas représentée de façon peu flatteuse. Cela susciterait des critiques, car des aspects critiques, tels que les politiques de ségrégation raciale du LAPD, de furent jamais abordés.

## Casting principal
- Jack Webb: Detective Sergent Joseph "Joe" Friday
- Barton Yarborough: Sergent Benjamin "Ben" Romero (1949–1951)
- Martin Milner/Ken Peters: Detective William "Bill" Lockwood (1951)
- Barney Phillips: Sergent Edward "Ed" Jacobs (1952)
- Harry Bartell/Herb Ellis/Vic Perrin/Ben Alexander: Officier Franklin "Frank" Smith (1952–1959)
- Charles McGraw/Raymond Burr: Chef des Detectives Ed Backstrand. (ep 1–28)
- Tol Avery: Chef des Detectives Thaddeus "Thad" Franklin Brown (ep 29+)
- Herb Butterfield: Lieutenant Leland "Lee" Jones
- Olan Soule: Technicien Raymond "Ray" Pinker.
- Peggy Webber: Ma Friday.

## Lancement du feuilleton radiophonique
Dragnet a fait ses débuts sous de mauvais auspices. Les premiers mois ont été difficiles, car le programme bénéficiait d'un budget limité, obligeant Webb à employer relativement peu d'acteurs par épisode. Il bénéficia d'acteurs polyvalents et les conserva à portée de main, épisode après épisode. Au cours de la première année de l'émission de radio, Raymond Burr incarna le chef des détectives, Ed Backstrand. Peu à peu, le personnage impassible et bavard de Friday émergea, décrit par Webb comme « un flic dur mais pas dur, conservateur mais attentionné ».
Lorsque Dragnet atteint son rythme de croisière, c'était l'une des émissions de radio les mieux notées. Webb a insisté sur son réalisme. Chaque aspect du travail de la police fut relaté, étape par étape : des patrouilles à l'administratif, aux enquêtes sur les lieux du crime, en passant par le travail de laboratoire et l'interrogatoire des témoins ou des suspects. La vie personnelle des détectives occupait rarement le devant de la scène: Friday était un célibataire qui vivait avec sa mère. Les chefs de la police de Los Angeles, Clemence B. Horrall, William A. Worton et William H. Parker, participèrent comme consultants, et de nombreux policiers étaient des fans du feuilleton. Tout au long de sa diffusion, on put trouver des aperçus du centre-ville de Los Angeles avant son renouveau, avec ses habitants de la classe ouvrière et les bars, cafés, hôtels et pensions bon marché qui les servaient.

## Déroulement de la série
Webb était soucieux des détails et Dragnet utilisa des éléments authentiques, telles que le véritable indicatif d'appel radio du LAPD (KMA367), et les noms de véritables responsables du département, tels que Ray Pinker et Lee Jones, du laboratoire criminel ou le chef des détectives (et plus tard chef du LAPD de 1967 à 1969) Thad Brown.
Les épisodes ont commencé avec l'acteur George Fenneman entonnant l'ouverture de la série: « L'histoire que vous êtes sur le point d'entendre est vraie ; seuls les noms ont été modifiés pour protéger les innocents.». Hal Gibney prenait la suite et décrivait le prémisse de l'épisode: "Vous êtes un sergent-détective. Vous êtes affecté au service des vols de voitures. Un réseau bien organisé de voleurs de voitures commence ses opérations dans votre ville. C'est l'un des plus dangereux cas que vous ayez rencontrés. Votre travail : le briser".
Après la première publicité, Gibney présenterait officiellement le programme : "Dragnet, le drame documenté d'un crime réel. Pendant les trente prochaines minutes, en coopération avec la police de Los Angeles, vous voyagerez pas à pas aux côtés de la loi à travers un cas réel transcrit à partir des dossiers officiels de la police. Du début à la fin, du crime à la punition, Dragnet est l'histoire de votre force de police en action".
Les premiers épisodes avaient un préambule élaboré : « Dragnet, le drame documenté d'un crime réel, enquêté et résolu par les hommes qui veillent sans relâche sur la sécurité de votre maison, de votre famille et de votre vie », suivi de l'ouverture standard. L'histoire commençait généralement par des pas, suivis par Joe Friday rapportant la date et les conditions météorologiques locales, suivis de la mission de la journée : "Nous travaillions de jour à la division des vols. Ben Romero, mon partenaire. Le patron est Ed Backstrand, chef des détectives. Je m'appelle Friday".
Le détective racontait ensuite où lui ou lui et son partenaire allaient, puis l'heure à laquelle il/ils arrivaient sur les lieux, suivi d'une porte qui s'ouvrait et d'une explication du lieu : "J'allais au travail, et il était 16h58 quand je suis arrivé à la salle 42... (ouverture de la porte) Homicide." Friday a proposé une narration en voix off tout au long des épisodes, notant l'heure, la date et le lieu de chaque scène alors que lui et ses partenaires passaient leur journée à enquêter sur le crime. Les événements relatés dans un épisode donné pouvaient se produire en quelques heures ou s’étendre sur quelques mois.
À la fin de l'épisode, généralement après une brève approbation de Jack Webb afin de promouvoir le sponsor, le présentateur Hal Gibney racontait le sort du suspect, généralement jugé par le « Département 187 de la Cour de l'État de Californie, dans et pour la ville et le comté de Los Angeles », reconnu coupable d'un crime et envoyé (dans la plupart des épisodes) au « pénitencier de Saint Quentin » ou « examiné par des psychiatres nommés par le tribunal », jugé mentalement incompétent et « placé dans un hôpital psychiatrique public pour une durée indéterminée". Les meurtriers étaient souvent «exécutés de la manière prescrite par la loi » ou « exécutés dans la chambre à gaz du pénitencier de Saint Quentin ».
Parfois, la police poursuivait le mauvais suspect, et les criminels évitaient  la justice ou s'enfuyaient, du moins dans le feuilleton radiophonique. Webb déclara : « Nous n’essayons pas de prouver que le crime ne paie pas… parfois c’est le cas. ». Une terminologie spécialisée était mentionnée dans chaque épisode mais rarement expliquée. Webb faisait confiance au public pour déterminer la signification des mots ou des termes en fonction de leur contexte, et Dragnet essayait d'éviter des exposés longs et maladroits que les gens n'utiliseraient pas dans leur quotidien. Certains termes spécialisés tels que « A.P.B. » pour "All Points Bulletin" et "M.O." car "Modus Operandi" étaient rarement utilisés dans la culture populaire avant que Dragnet ne les présente.
Alors que la plupart des émissions de radio faisaient appel à un ou deux experts en effets sonores, Dragnet en utilisait cinq : un script d'une durée d'un peu moins de 30 minutes pouvait nécessiter jusqu'à 300 effets. La précision a été soulignée : le nombre exact de pas d'une pièce à l'autre du quartier général de la police de Los Angeles a été imité, et lorsqu'un téléphone a sonné au bureau de vendredi, l'auditeur a entendu la même sonnerie que les téléphones du quartier général de la police de Los Angeles. Les premières émissions de radio se terminaient chaque semaine, en citant les officiers décédés dans l'exercice de leurs fonctions mais l'épitaphe fut finalement supprimé.

## Rapport à la réalité et passage à la télévision
Dragnet – en particulier à la radio – traitait de sujets controversés tels que les crimes sexuels et la toxicomanie avec un réalisme sans précédent, voire surprenant. Les scripts abordaient des sujets alliant crimes (meurtres, personnes disparues et vols à main armée) et faits divers des plus banals (fraude par chèque et vol à l'étalage), mais Dragnet les rendait tous intéressants en raison de leurs intrigues rapides et du réalisme des séquences réalisées. Un autre épisode traitait de lycéennes qui, plutôt que de trouver la célébrité à Hollywood, tombaient dans le piège de recruteurs de talents frauduleux et finissaient dans la pornographie et la prostitution.
Les déclarations antidrogues de Webb, qui se sont poursuivies tout au long de la diffusion télévisée, furent un sujet controversé car il fut accusé de prendre parti contre les toxicomanes et leurs victimes ; Pourtant, son personnage, Friday montra plus tard, plus d'empathie pour les toxicomanes, les considérant comme victimes, en particulier dans le cas des mineurs.
Le ton du feuilleton était généralement sérieux, mais avec des intervalles comiques. En partie à cause du penchant de Webb, pour les feuilletons radiophoniques, Dragnet persista à la radio jusqu'en 1957 bien que les deux dernières saisons furent des rediffusions avant de céder sa place à la popularité croissante de la télévision. Au total, 314 épisodes originaux ont été diffusés de 1949 à 1957. En fait, l'émission télévisée s'est avérée être une version visuelle de l'émission de radio, car le style était pratiquement le même, y compris les scripts, dont la majorité étaient adaptés de la radio.
L’émission a également été adaptée en bande dessinée par Mel Keefer.
A la télévision, la première série diffusée entre le 16 décembre 1951 et le 23 août 1959 sur le réseau NBC puis un remake a été diffusée entre le 12 janvier 1967 et le 16 avril 1970, toujours sur le réseau NBC, et diffusée en France à partir du 3 juillet 1989 sur Canal+.
En 1989, Badge 714, donna lieu à une série dérivée : Vic Daniels, flic à Los Angeles (The New Dragnet).
Une troisième série, intitulée Dragnet (L.A. Dragnet) créée par Dick Wolf d'après la série originale. Elle reprend les mêmes personnages mais dans des intrigues contemporaines. Elle a été diffusée en 2003-2004 sur le réseau ABC et en France en 2004 sur TF1.

## Dans la culture populaire
Bien que "Rien que les faits, madame" soit connu comme le slogan de Dragnet (il a été parodié à plusieurs reprises par d'autres productions), cette phrase précise n'a jamais été prononcée par Joe Friday.
Les lignes les plus proches étaient « Tout ce que nous voulons, ce sont les faits, madame » 
La phrase « Rien que les faits, madame » est apparue dans la parodie Saint-Georges et le Dragonet, une courte satire audio de 1953 de Stan Freberg. La phrase a été prononcée par Ben Alexander, lors d'une apparition en 1966, dans la série Batman. La phrase a été utilisée dans le film L.A. Confidential, dans le cadre du Badge de l'Honneur, une émission de télévision fictive similaire à Dragnet.